# الرحلة رقم 840 لشركة تي دبليو إيه (1969)
الرحلة 840 لشركة تي دبليو إيه كانت رحلة تابعة لشركة ترانس وورلد إيرلاينز من مطار ليوناردو دا فينشي الدولي في روما، إيطاليا، إلى مطار بن غوريون الدولي في تل أبيب، إسرائيل، وقد تعرّضت للاختطاف في 29 أغسطس 1969. لم تُسجَّل أي وفيات، رغم إصابة راكبين على الأقل بجروح طفيفة، وتعرّضت الطائرة لأضرار كبيرة. وقد احتُجز اثنان من الرهائن لمدة شهرين.

## الاختطاف
في أغسطس 1969، علم قادة في الجبهة الشعبية لتحرير فلسطين، وهي منظمة فلسطينية يسارية، أن إسحاق رابين، الذي كان حينها سفير إسرائيل لدى الولايات المتحدة، من المقرر أن يكون على متن رحلة لشركة ترانس وورلد إيرلاينز (TWA) من روما إلى أثينا الي تل أبيب.
في 29 أغسطس، قام عنصران من المنظمة، ليلى خالد وسليم عيساوي، باختطاف الطائرة. لم يكن رابين على متن الرحلة، لكن كان يوجد الدبلوماسي الأمريكي توماس دي. بويات.[بحاجة لمصدر]
أجبر الخاطفان الطيارين على الهبوط بالطائرة في مطار دمشق الدولي في سوريا. وبعد إخلاء الطائرة، وهي من طراز بوينغ 707، فجّرا القسم الأمامي منها.[بحاجة لمصدر] في مبنى الركاب، ألقت ليلى خالد خطابًا أمام الركاب أوضحت فيه دوافع عملية الاختطاف، وقالت:
“اتخذت اسم شادية أبو غزالة في الرحلة 840 لأُطلع العالم على الجرائم التي يرتكبها الإسرائيليون بحق شعبنا، ولأُثبت لكم أنهم لا يفرّقون بين رجل وامرأة وطفل. ومع ذلك، يكرّرون في صحافتكم، لأغراض دعائية، أننا نهاجم نساءهم وأطفالهم ‘الأبرياء’، وأننا قساة. أريدكم أن تعلموا أننا نحب الأطفال أيضًا، وبالتأكيد لا نوجّه أسلحتنا إليهم. قمنا بتحويل مسار الرحلة 840 لأن شركة TWA من أكبر شركات الطيران الأمريكية التي تُشغّل رحلات إلى إسرائيل، والأهم من ذلك أنها طائرة أمريكية. فالحكومة الأمريكية هي الداعم الأقوى لإسرائيل، فهي تمدّها بالسلاح لتدميرنا، وتمنحها أموالًا أمريكية معفاة من الضرائب، وتدعمها في المؤتمرات الدولية، وتساندها بكل وسيلة ممكنة. نحن ضد أمريكا لأنها دولة إمبريالية.”
ألقت السلطات السورية القبض على الخاطفين، وأفرجت فورًا عن 12 من أفراد الطاقم و95 راكبًا، فيما احتجزت مؤقتًا ستة ركاب إسرائيليين.[بحاجة لمصدر] أُطلق سراح أربعة منهم في 3 سبتمبر، بينما أُفرج عن الراكبَين المتبقيَين في ديسمبر، مقابل إطلاق إسرائيل سراح 71 جنديًا سوريًا ومصريًا. وقد تم الإفراج عن الخاطفَين الفلسطينيين منتصف أكتوبر دون توجيه تهم إليهما.[بحاجة لمصدر]
تعرّضت الطائرة، وهي من طراز بوينغ 707، لأضرار قُدّرت بنحو 4 ملايين دولار. وقد قامت شركة بوينغ بإصلاحها عبر تركيب قسم أنف جديد تم تحويله من خط الإنتاج في رينتون ليتوافق مع مواصفات الطائرة. أُعيد تسجيل الطائرة برقم N28714، وعادت إلى الخدمة لفترة.
وفي مارس 1980، أُخرجت الطائرة من الخدمة ونُقلت إلى قاعدة ديفيس–مونثان الجوية لاستخدامها كمصدر لقطع الغيار لطائرات KC-135 ستراتوتانكر التابعة للقوات الجوية الأمريكية. وأُلغي تسجيل الطائرة رسميًا في مارس 1984.[بحاجة لمصدر]
نال الدبلوماسي الأمريكي توماس بويات، الذي كان على متن الرحلة، عدة أوسمة وميداليات تكريمًا لشجاعته خلال عملية الاختطاف، من بينها وسام الشرف التقديري.